# 8870 фон Цейпель
8870 фон Цейпель (8870 von Zeipel) — астероїд головного поясу, відкритий 6 березня 1992 року.
Тіссеранів параметр щодо Юпітера — 3,259.
Названий на честь шведського астронома Едварда Гуґо фон Цейпеля (Edvard Hugo von Zeipel) (1873—1959)